# Yekaterina Parlyuk
Yekaterina Parlyuk (née le 21 janvier 1935 à Oulan-Oude et morte le 22 septembre 2004) est une athlète russe, spécialiste des épreuves de sprint. 
Elle remporte la médaille d'argent du 400 m lors des championnats d'Europe de 1958, devancée par sa compatriote soviétique Mariya Itkina.
Elle participe aux Jeux olympiques d'été de 1960 à Rome où elle s'incline dès les séries du 400 m.